# El Tucusito
César Reyes (Falcón, Venezuela, 24 de agosto de 1985) conocido artísticamente como El Tucusito, es un cantante y compositor venezolano de música llanera.
Ostenta reconocimientos musicales a nivel nacional como el "Soldado de Oro de Venezuela", "Mejor Coplero de Venezuela", "Chuchube de Oro", entre otros. Reyes ha grabado 6 producciones discográficas y ha compuesto más de 100 canciones en las cuales se destacan «La Bonita y la Fea», «La Última Coca Cola», «Orgulloso de mi Patria», «La gordita y la Flaca», entre otros.

## Biografía
Nativo del municipio Buchivacoa, específicamente de San José de Seque, desde muy joven Reyes aprendió a improvisar en el verso, lo que lo llevó a participar en un festival nacional de contrapunteo llanero realizado en el Estado Zulia, con apenas 18 años logró ganar el primer lugar. Desde entonces, se convirtió en un participante habitual en diferentes festivales de contrapunteo y voz recia, logrando aparecer en los 13 primeros lugares, desde ahí fue bautizado como “El Tucusito”.

## Carrera musical
A los 20 años de edad, en el año 2006 grabó su primera producción discográfica, titulada El Chasco con Anacleta, la cual contiene 13 temas inéditos, todos de su autoría, los cuales se han escuchado en gran parte de Venezuela y Colombia. El sencillo principal del mismo nombre del álbum, lo dio a conocer en diferentes partes de Venezuela y Colombia por su jocosidad, la producción que fue bautizada por Rafael Martínez El Cazador Novato y Santiago Rojas, siendo ellos sus padrinos musicales. 
A principios del 2009, sale su segunda producción titulada Realidades.
Celebrando 15 años de trayectoria artística, en 2021 lanzó «Pa' los Envidiosos» y «La tóxica». «El Dinero y Los Amigos» fue el sencillo de 2022, canción interpretada totalmente grabada en vivo. Ese mismo año, El Tucusito se convierte en el primer artista de música llanera en llegar a la Plataforma de VEVO a través de YouTube. Asimismo, publicó sus álbumes anteriores en las plataformas digitales.

## Premios y reconocimientos
Le han otorgado el galardón “Chuchube de Oro” en dos oportunidades como Cantante Revelación del Año, entre otros, en el estado Falcón. "Soldado de Oro", "Mejor Coplero de Venezuela", entre otros, son otros reconocimientos recibidos. En 2021, recibió el Mara Internacional como cantante de música llanera con proyección internacional del año.

## Discografía

### Álbumes de estudio
- 2006: El Chasco con Anacleta
- 2009: Realidades
- 2012: Orgulloso de mi patria
- 2014: Patrona es patrona
- 2018: Un campesino en el Norte
- 2021: La tóxica